# Élection présidentielle américaine de 1936 dans le Mississippi
L'élection présidentielle américaine de 1936 dans le Mississippi a lieu le 3 novembre 1936 comme dans les 48 États qui composaient alors les États-Unis. Les électeurs choisissent des grands électeurs pour les représenter dans le collège électoral à travers un vote populaire. Le Mississippi possède en 1936 9 grands électeurs. L'État donne tous ses grands électeurs au candidat du Parti démocrate, le président sortant Franklin Delano Roosevelt. 
Le candidat vainqueur de ce scrutin dans tout le pays sera également le candidat démocrate Franklin Delano Roosevelt, qui entamera un second mandat présidentiel le 20 janvier 1937.  